# Wellenflug (Fahrgeschäft)

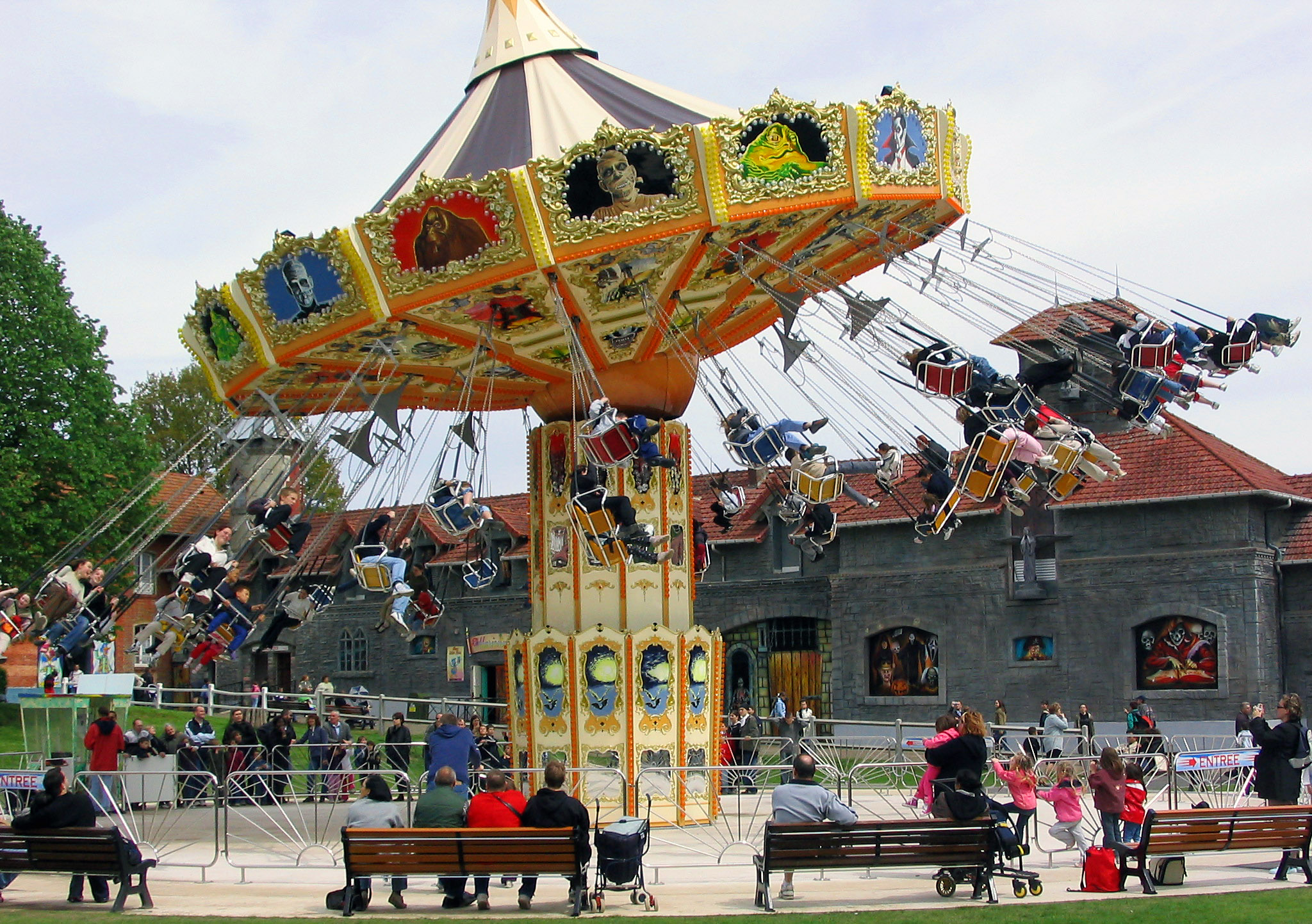
Wellenflieger im französischen Parc Saint Paul

Der Wellenflug oder Wellenflieger (engl.: Wave Swinger) ist ein Kettenkarussell mit einer wellenförmigen Drehbewegung der Fahrgastträger. Dieses Fahrgeschäft ist sowohl in transportabler Version auf Volksfesten als auch stationär in Freizeitparks häufig anzutreffen.

## Geschichte
Nach dem Zweiten Weltkrieg baute der Bremer Schausteller Fritz Hanstein einen Kettenflieger, der wie eine höher gestellte Berg- und Talbahn funktioniert und von der Firma Bert Lemoine bis zum Jahr 2007 unter dem Titel Powerwelle betrieben wurde.
1972 entwickelte der erfahrene Konstrukteur für Fahrgeschäfte Franz Schwarzkopf dann ein raffiniertes, über Hydraulik und Seilzug angetriebenes Karussell, das von der bayerischen Firma Josef Zierer aus Offenberg seitdem über 200 Mal hergestellt und an Schausteller und Freizeitparks auf der ganzen Welt verkauft wurde. Der Hersteller liefert verschiedene Ausführungen für 40 oder 56 Fahrgäste.

Durch den Erfolg des Zierer-Originals wurde der Wellenflug von verschiedenen Herstellern wie der Firma Rundrum aus Augsburg oder den italienischen Herstellern Bertazzon und Zamperla kopiert oder imitiert.

## Technik

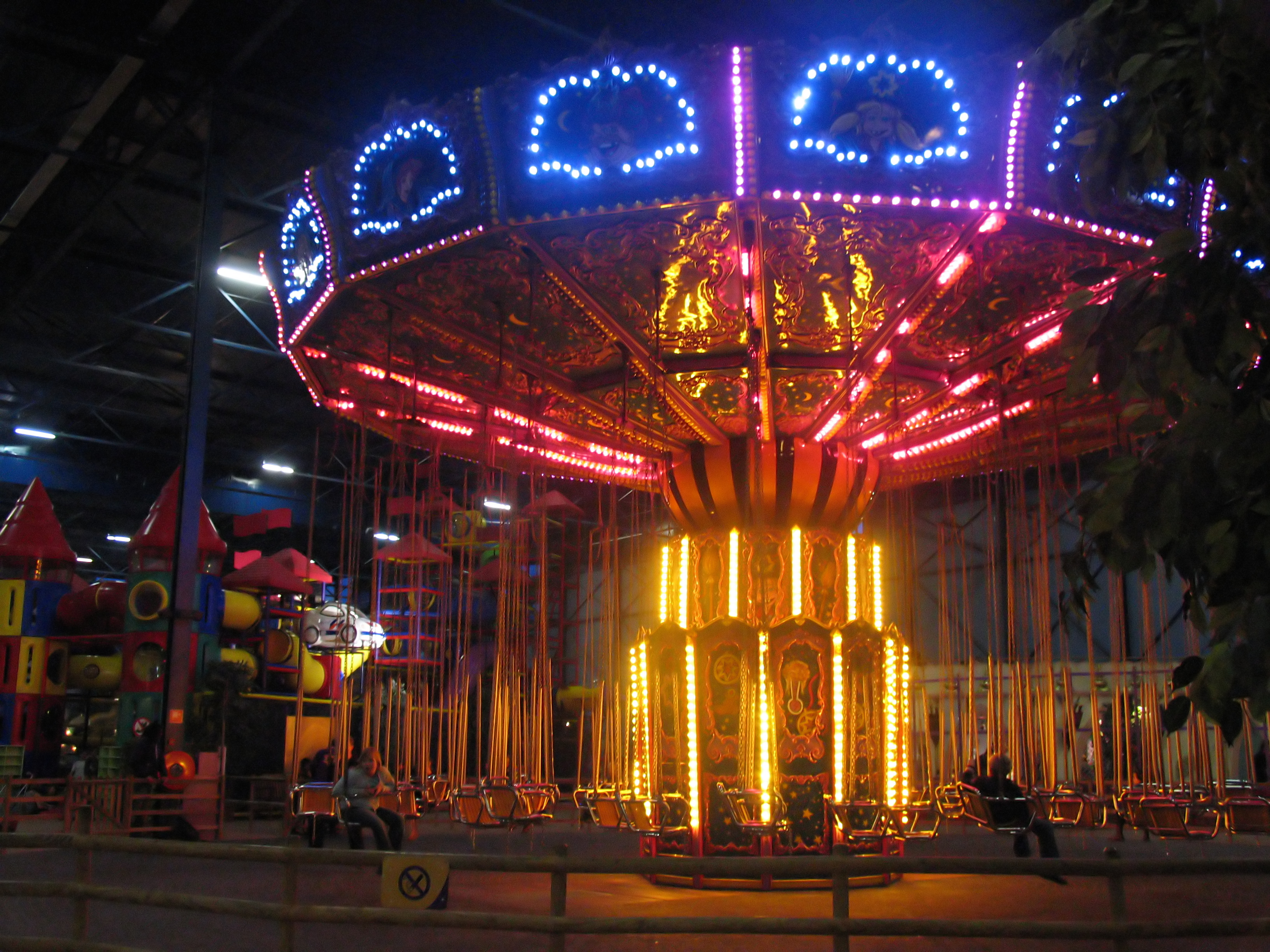
Wellenflieger bei Stillstand im Toverland

In einem am oberen Ende leicht abgeknickten Mast ist ein Hydraulikstempel untergebracht, der über einen Seilzug den oberen Teil des Karussells nach oben, leicht über den „Knick“ hebt. Dabei dreht sich das Oberteil schnell und der Mast langsam in entgegengesetzter Richtung, dadurch entsteht die Wellenbewegung. Seit 2002 besteht die Möglichkeit, das Ganze auch rückwärts fahren zu lassen.

## Wellenflieger in Deutschland

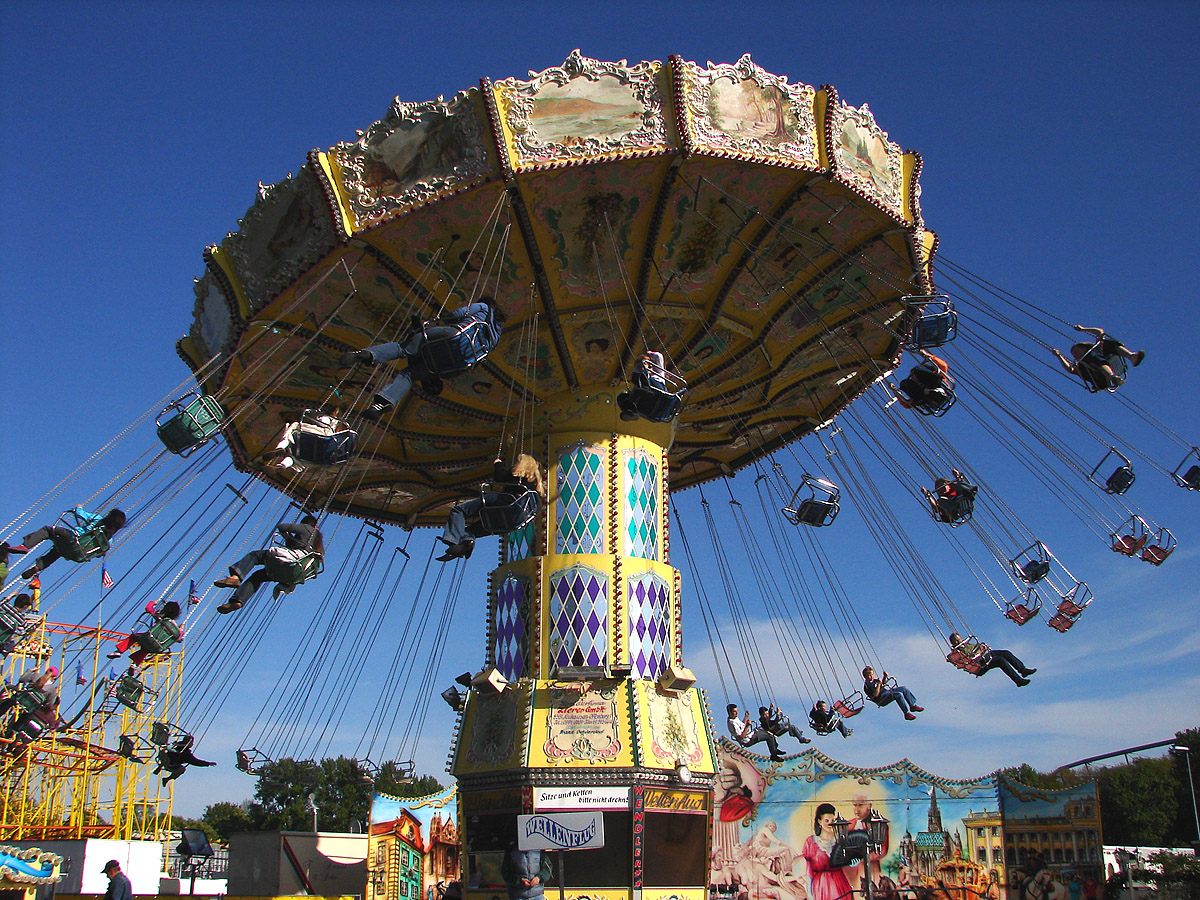
Wellenflug auf dem Frühlingsfest Hannover 2007

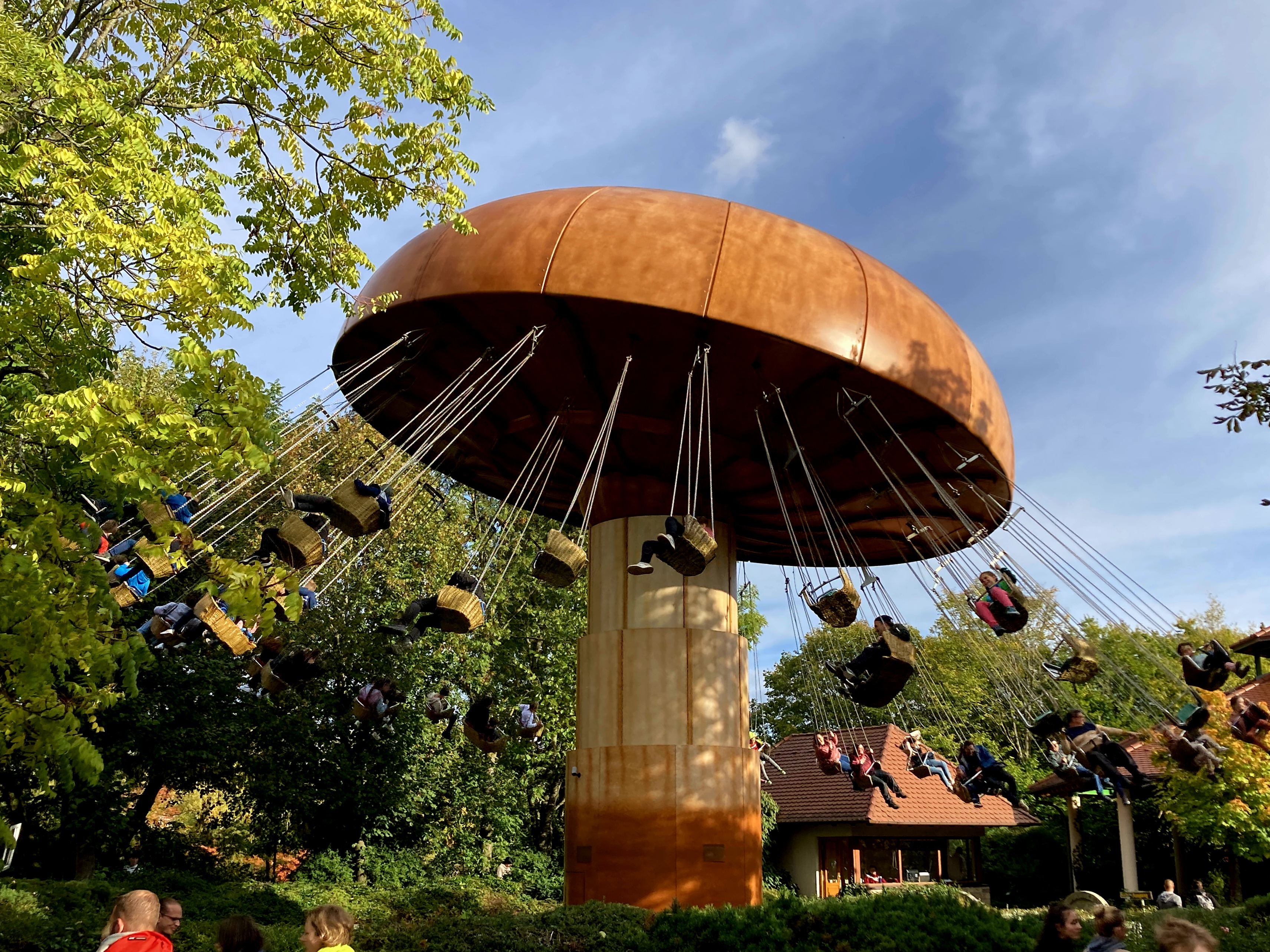
Wirbelpilz Erlebnispark Tripsdrill

Insgesamt waren 2006 in Deutschland 13 große Zierer-Wellenflieger auf der Reise. Es sind die Firmen Hanstein (Bremen), Barthel (Berlin), Blume (Leese), Wendler (Unna), Barth-Eberhard (Augsburg), Roie (Frankfurt am Main), Nickel (Frankenthal), Baumgartner (Stuttgart), Drelischek (Nürnberg), Fahrenschon (München) und Stranninger (München). Das neuste derzeit reisende Modell ist der Wellenflug Volare, der 2013 gebaut wurde und 2017 von der Firma Drliczek (Fürth) übernommen wurde. Die Wellenflieger der Firmen Distel (Nürnberg) und Kaiser (Circus-Welt) (München) sind die einzigen in Deutschland mit einer vom Hersteller nachgerüsteten Technik, die es erlaubt, das Karussell rückwärts fahren zu lassen.
Die ältesten, und dennoch immer noch gepflegten und einwandfrei funktionierenden Wellenflieger stammen von 1973 (erkennbar an den Malereien von F. Hilpert (Nürnberg)). Dazu kommt noch ein anderes reisendes Modell der Rumpel-Freizeittechnologie (Rimpar bei Würzburg), konstruiert von der nicht mehr existenten Fa. Rundrum, Augsburg.

## Wellenflieger in Österreich und der Schweiz
In der Schweiz reiste Silivia Spengler mit einem Zierer Wellenflug, der wurde aber 2007 nach Frankreich verkauft. 2014 hat Remo Buchser aus Basel diesen übernommen. Ein fester Wellenflieger steht im 2020 eröffneten Ticiland in Stein am Rhein.

In Österreich gibt es seit April 2006 im Wiener Prater diese Attraktion, es handelt sich dabei um das ehemalige deutsche Reisegeschäft „Luftikus“ mit Rückwärtsfahrt (Baujahr 2002).